# 莱昂 (尼加拉瓜)
莱昂（西班牙語：León）是尼加拉瓜的一个城市，莱昂省首府，2005年有人口约145,000，為尼加拉瓜第二大城。
莱昂位于奇基托河（Río Chiquito）畔，即在首都马那瓜以西北约50英里，太平洋海岸以北11英里。该城市兴建于1524年，由素有“尼加拉瓜创立者”称号的弗朗西斯科·埃爾南德斯·德·科爾多瓦创立，其名称则来源于西班牙的同名城市。
莱昂是尼加拉瓜的教育、工业和商业重镇，尼加拉瓜第一所大学尼加拉瓜国立自治大学即在该城市建立，位于该市的莱昂古城遗址是该国第一处世界遗产。建於1524年，1609年毀於地震，1610年城市遷至現址，1858年前曾為尼加拉瓜首都。
2011年，市內的萊昂大教堂也被列為世界遺產，使得萊昂成為了有兩座世界遺產的城市。

## 图册

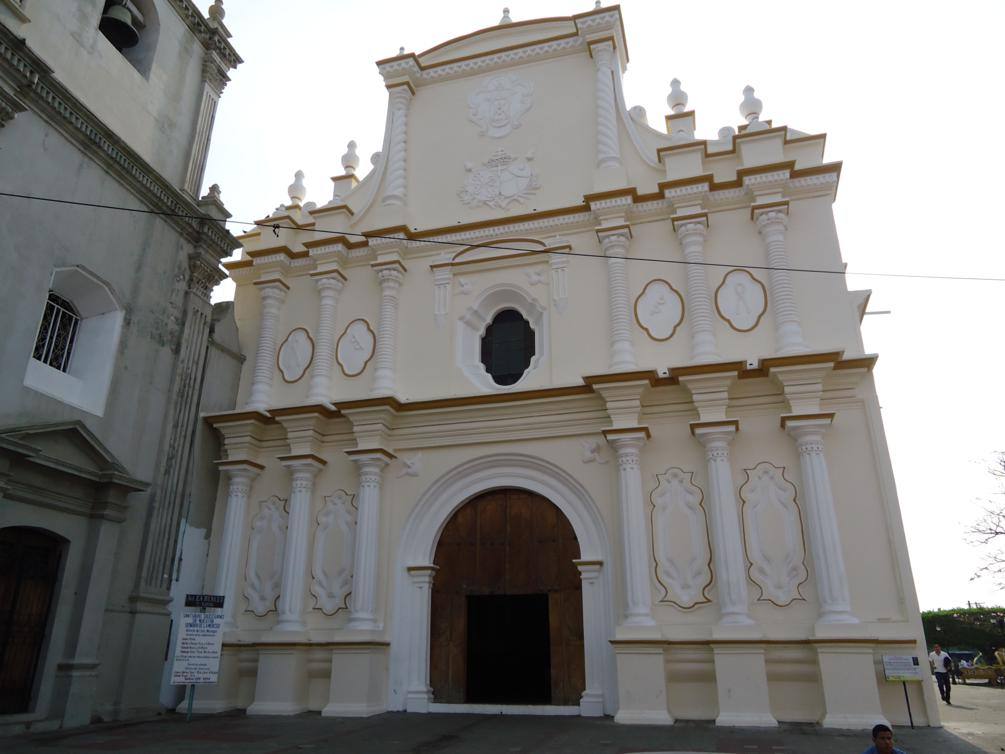
萊昂仁慈教堂
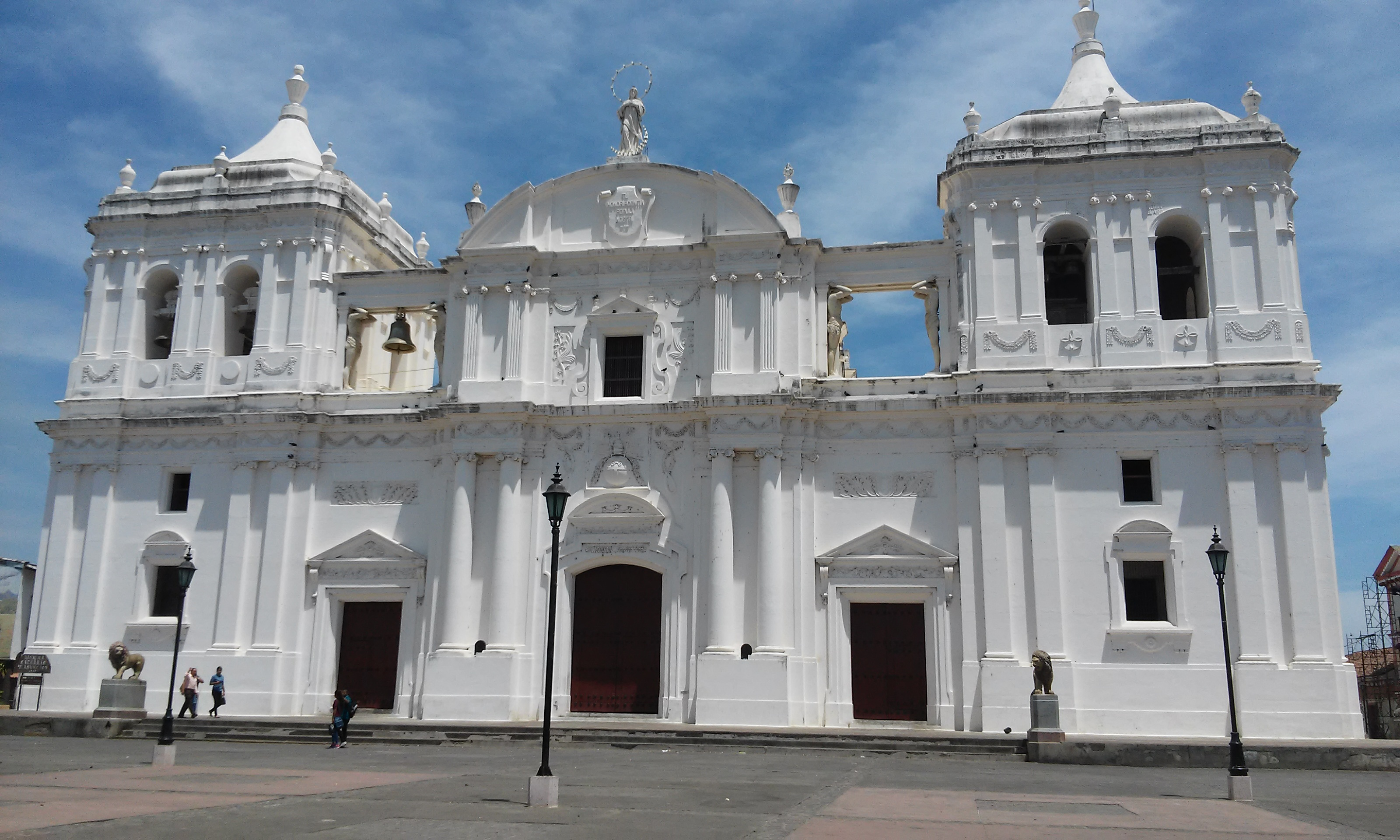
萊昂大教堂